# Maimouna Yombouno
Maïmouna Yombouno, née le 30 juin 1960 à Guéckédou en république de Guinée.
Depuis le 22 janvier 2022, elle est conseillère au sein du Conseil national de la transition et la Première Vice-Présidente de l'institution,,.

## Biographie
- Si vous ne connaissez pas le sujet, laissez ce bandeau (vous pouvez alors contacter les auteurs).
- Si vous supprimez le contenu mis en cause (vous pouvez préalablement contacter les auteurs),

argumentez précisément cette suppression dans la page de discussion
(un manque de référence n'est pas un argument ; une recherche réelle de référence doit avoir été effectuée, être formellement documentée).
Maimouna Yombouno est née à Guéckédou le 30 juin 1960, au sein d'une famille où son père occupe un poste de fonctionnaire à la poste et d'une mère ménagères. Elle a commencer ses études à l'école primaire de Fria. Elle poursuit sa scolarité à Conakry, puis à Boké. Ensuite les études secondaires au collège de Bambo à Guéckédou, où son père avait été muté.
Après le collège, Maimouna Yombouno décide de poursuivre ses études supérieures au lycée de Kankan ou elle obtient son baccalauréat en sciences mathématiques.
Après le baccalauréat, elle intégrer la faculté des sciences juridiques de l'université Donka à Conakry. Elle y poursuit des études universitaires en économie et décroche son diplôme de la 20ème promotion en sciences économiques à l'université Gamal Abdel Nasser de Conakry.

## Parcours professionnel
Maïmouna Yombouno a travailler en tant qu'inspectrice des services financiers (ISFC), ensuite manager des projets de développement international (MPDI), elle a pu mettre en œuvre des initiatives d'envergure visant à favoriser la croissance économique et le développement durable en Guinée que dans d'autres pays.
Maïmouna Yombouno a occupe des postes au sein de plusieurs organisations et associations. En tant que présidente de la fondation solidarité féminine[Quand ?]. Elle a dirige également My-Solidaire Nusiness & consulting. En outre, elle est à la tête de l'amicale des femmes de Guéckédou, une organisation qui défend les droits des femmes et encourage leur participation active dans la société,.

### Participation aux forums
Maïmouna Yombouno a participé et contribué au sommet mondial sur la promotion féminine et au soutien à l'entreprenariat féminin en Afrique à Kigali, où elle a été membre du comité de suivi des recommandations du sommet de Kigali sur le genre organisé par la Banque africaine de développement (BAD).